# 霜月めあ
霜月 めあ（しもつき めあ、1995年11月14日 - ）は、日本のコスプレイヤー、グラビアアイドル。ゼロイチファミリア所属。

## 略歴
LJL 2020 Spring SplitのアシスタントMCを務めた。
以降、「ゼロイチゲーム部の部長」を名乗り、配信ゲーム番組などへの出演も多い。
事務所に所属してからは"むっちりすと"を自称。元来は白肌であったが、ギャル系ファッションが好きなこと、褐色肌キャラクターのコスプレが好きなことで、日焼けサロン通いを始め、漫画雑誌などでは「ネオギャル」として扱われることも多い。
2020年、飯塚俊光監督『踊ってミタ』で映画初出演。
2022年2月21日発売の週刊プレイボーイ10号にて東雲うみ、橋本萌花、真島なおみ、くりえみと「終末のハーレム」のコスプレグラビアで共演。
2022年4月4日発売の週刊ヤングマガジン18号にて伊織いお、花咲れあ、百瀬りえと共にJKヒロインのコスプレグラビアに挑戦。
2023年7月6日発売のFine初のビジュアルムックに桃月なしこ、水湊みお、横野すみれ、川瀬もえと共に登場。
2023年10月、週刊プレイボーイ創刊57周年企画「NIPPONグラドル57人」にグラビアニュージェネレーションの1人として掲載。
2024年5月17日 - 19日、【FLESH AND BLOOD】WORLD PREMIERE TOKYOにて エニグマのコスプレとして登場。

## 人物
- 特技・趣味はコスプレ。17歳から今までに800種類を越えるキャラクターに変身してきたコスプレイヤー。
- 好きな食べ物はネギトロ、トマト、スルメイカ、ラーメン[17]。
- 犬を2匹飼っている。
- 夢は地上波でゲーム番組。
- サーフィンは2023年の撮影時に初めて体験した[18]。
- 2023年の抱負は裏方作業も勉強したいこと[19]。
- 妹が1人いる。さあちゃん

## ゼロイチゲーム部
霜月めあを部長とし、活動している〝世界一弱いゲーム部始動〟。
| 名前                             | 役職   | 備考           |
| -------------------------------- | ------ | -------------- |
| 霜月 めあ（しもつき めあ）       | 部長   |                |
| 青山 ひかる（あおやま ひかる）   | 副部長 |                |
| 池田 ショコラ（いけだ しょこら） | 書記   |                |
| くるす 蘭（くるす らん）         | 部員   |                |
| 河原 まゆ（かわはら まゆ）       | 部員   |                |
| 夏目 まどか（なつめ まどか）     | 部員   |                |
| 弱者ネ申 / Nemoh                 | 部員   | LoL 元ProGamer |
| フクタン                         | 副担任 |                |

### 各種リンク

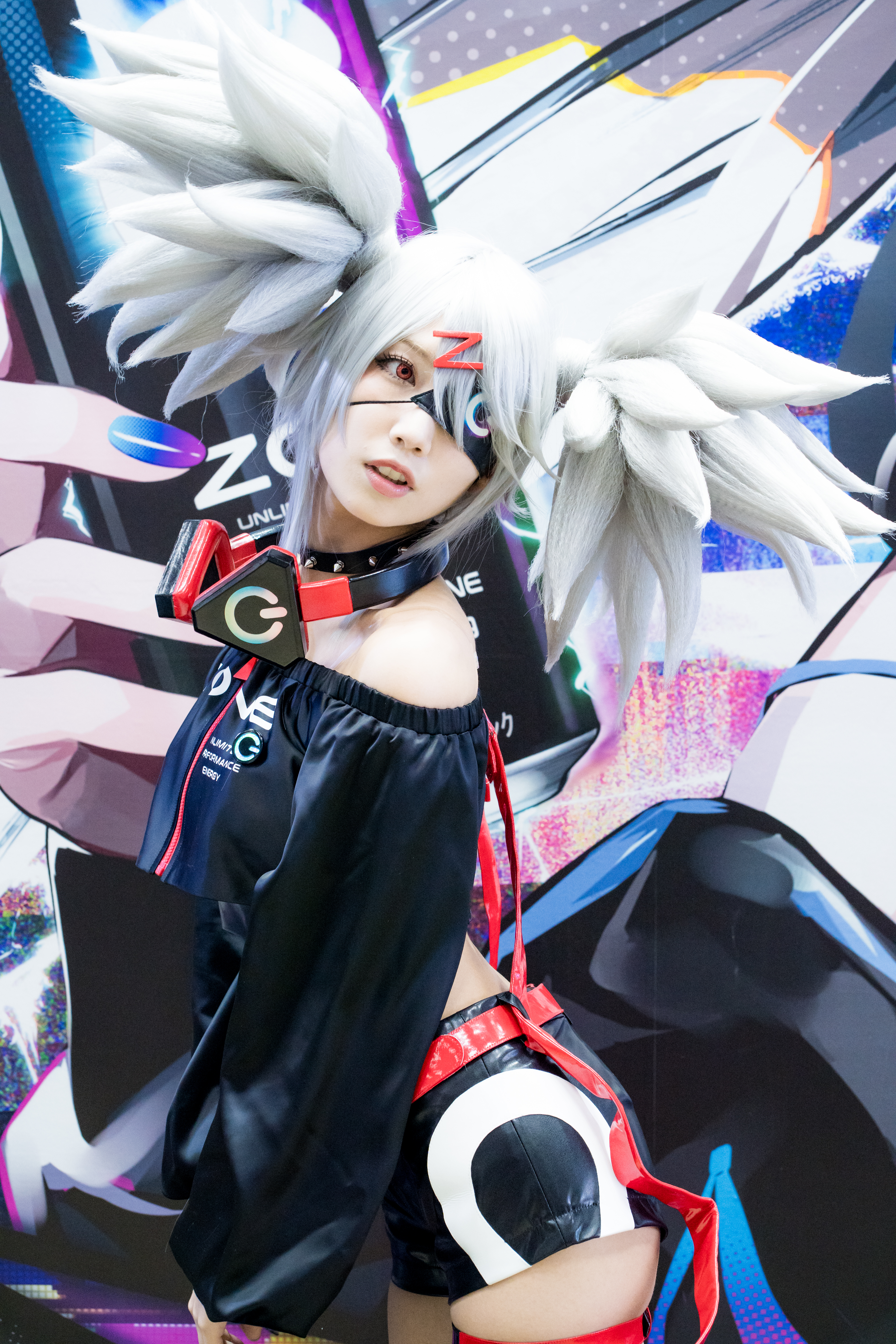
コミックマーケット99（2021年）

- 01ゲーム部 - https://z1game.jp/
- ゼロイチゲーム部 (@zeroichigame) - X（旧Twitter）
- ゼロイチゲーム部 - YouTubeチャンネル
- ゼロイチゲーム部 (@zeroichigame) - TikTok
- ゼロイチゲーム部 - esports-select.com

## 作品
- マジカル（2018年3月、竹書房）
- キミにめあめあ（2018年7月、ラインコミュニケーションズ）[1]
- VenusFilm Vol.6（2019年12月、イーネットフロンティア）
- 大好きなめあを見つめていたい（2021年4月21日、AiconiQ Pictures）

## 出演

### 映画
- 映画版 ふたりエッチ ～ダブル・ラブ～（2019年5月10日、AMGエンタテインメント、近藤俊明監督）[20]
- 踊ってミタ（2020年3月7日、東映ビデオ、飯塚俊光監督）[21]

### テレビ番組・ウェブ番組
- 村上マヨネーズのツッコませて頂きます! （2019年1月6日、関西テレビ）[22]

- 橋本マナミのヨルサンポⅥ（2019年7月11日、BSフジ）[23]

### ラジオ
- オレたちゴチャ・まぜっ!〜集まれヤンヤン〜（2023年4月23日 - 2024年4月14日、MBSラジオ） - ヤンヤンガールズ15期生

### アプリムービー
- 絶対服従-ヒプノシスドロップ-（2020年4月3日、taskey） - すみれ 役[24]

### Webドラマ
- TTFC産直シアター 仮面ライダーセイバー（2021年11月7日、東映特撮ファンクラブ） - お姉さん 役
- Hulu U35クリエイターズ・チャレンジ「速水早苗は一足遅い」（2022年2月、Hulu）

### MV
- ＃コンパス 戦闘摂理解析システム リラルラドリーミング - ルルカ 役 [25] [26]